# Joseph Edward Shigley
Joseph Edward Shigley (1909 — 19 de maio de 1994) foi um engenheiro estadunidense.
Graduado em engenharia elétrica e mecânica na Universidade de Purdue com mestrado na Universidade de Michigan, trabalhou nn Universidade Clemson, de 1936 a 1954. Em 1956 tornou-se professor do departamento de engenharia mecânica da Universidade de Michigan, onde permaneceu até aposentar-se, em 1978.
Foi membro da Sociedade dos Engenheiros Mecânicos dos Estados Unidos, em 1968.
Recebeu a Medalha Worcester Reed Warner, em 1977 e o Prêmio Projeto de Máquinas de 1985.

## Obras
- com John J. Uicker Jr.: Theory of Machines and Mechanisms
- Applied Mechanics of Materials
- Editor-chefe do Stardard Handbook of Machine Design
- com Mischke, C.R.; Budynas, R.G.: Projeto de Engenharia Mecânica, 7ª edição. Porto Alegre : Bookman, 2005.